# NGC 2826
NGC 2826 est une vaste galaxie lenticulaire vue par la tranche et située dans la constellation du Lynx. NGC 2826 a été découverte par le physicien irlandais George Stoney en 1850.

## Caractéristiques
Sa vitesse par rapport au fond diffus cosmologique est de 6 585 ± 17 km/s, ce qui correspond à une distance de Hubble de 97,1 ± 6,8 Mpc (∼317 millions d'al).